# Stamnodes pearsalli
Stamnodes pearsalli là một loài bướm đêm trong họ Geometridae.